# ファーム富田

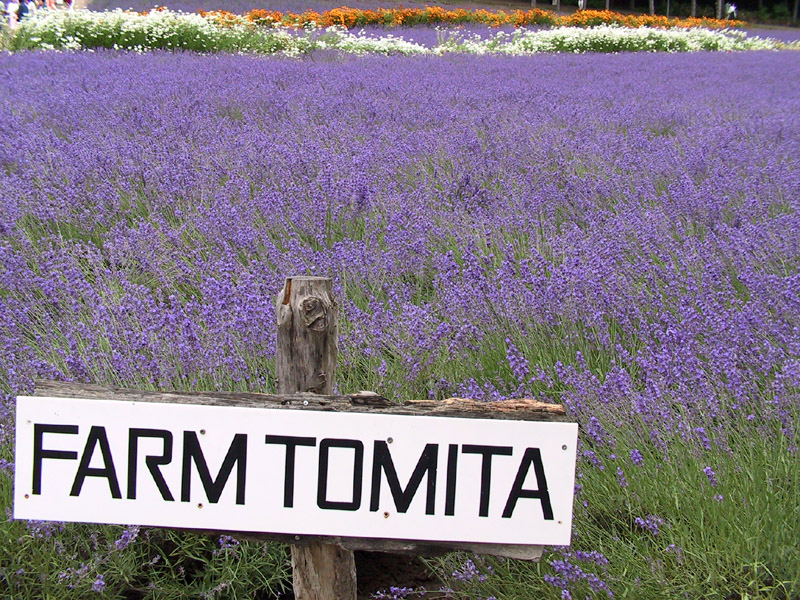
「FARM TOMITA」のサインとラベンダー（7月）

ファーム富田（ファームとみた）は、北海道空知郡中富良野町にある農園。主にラベンダーを中心とした花を呼び物に、春から秋にかけて開園する。園内にはドライフラワーを使用した土産屋や資料館も位置しており、営業時間内は入園無料である。所在地は北海道空知郡中富良野町北星。

## 沿革
1897年に北海道国有未開地処分法が制定され、本州等から北海道へ移住してくる人々が急増、その中にファーム富田の創始者である富田徳馬もいた。富田徳馬はその後1903年に現在の北海道中富良野町に開墾の鍬を下ろし、その苗字がファームの由来となる。
徳馬の孫、富田忠雄は1953年、当時富良野一帯においてラベンダー栽培の先駆的人物であった上田美一のラベンダー畑に出会い、1958年より香料用としてのラベンダー栽培を開始。妻と共に開始した畑は10アールの広さにまで及んだ。その後ラベンダー畑はおよそ1.2ヘクタールにまで拡大、富良野地方全体でもラベンダーの栽培地域が230ヘクタール以上に拡大したが、以降は急激に衰退。ピーク時にはラベンダー栽培農家が250戸以上・全道のラベンダーオイル生産量も5トンに上っていたが、1972年頃から貿易の自由化が始まって価格の低い香料が広まり、合成香料の技術が進み始めると、製造していたラベンダーオイルの買い上げの価格も急落。翌1973年には近隣一帯のラベンダー栽培農家がほぼファーム富田のみとなってしまった。
1976年5月の日本国有鉄道のカレンダーにファーム富田のラベンダー写真が紹介されると、徐々に観光客やカメラマンが訪れるようになった。また、その後にドラマ「北の国から」で放送されると、観光地として一躍有名になった。その後はポプリなどを中心にラベンダーの加工を始め、1980年代前半からエッセンシャルオイルの抽出に成功して香水「フロム」を発売する。また、「ポプリの舎」を開設し、化粧品製造業の免許を取得、オリジナルのラベンダー香水である「FURANO（フラノ）」を発売した。1987年には石鹸の製造業免許を取得し、「ソープラベンダー」という名のオリジナル石鹸を発売するなどした。この頃にそれまで経営を繋ぐために行っていた稲作を中止し、花の栽培や加工を経営の中核とした。
1990年に「ラベンダー芳香フェア」がフランスにて開催される。このイベントで行われた品評会にて、ファーム富田のオリジナルエッセンシャルオイル、「おかむらさき」が第1位を獲得。同時に「オートプロヴァンス・ラベンダー修道騎士」の称号を授与された。この称号は南フランスにあるラベンダーを生産する組織より、ラベンダー栽培における功労者へ贈与されるものである。その後は冬期間にグリーンハウス内でのラベンダー栽培に成功、富田ラベンダー資料館や「ドライフラワーの舎」をオープンさせるなど事業を拡大し、現在に至る。
2008年6月、隣接する上富良野町に開園50年記念して「ファーム富田 ラベンダーイースト」が開園した。

## 概要

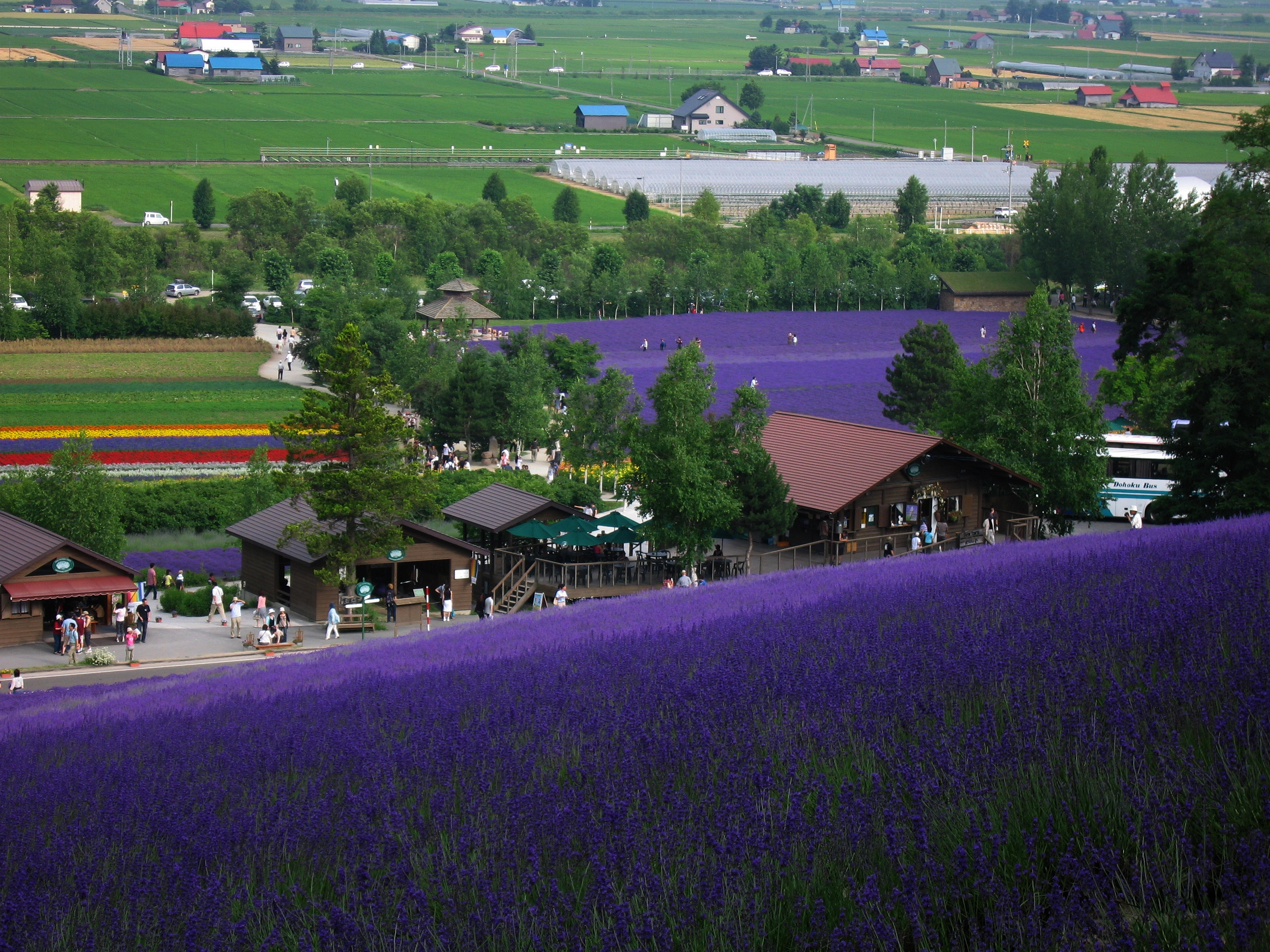
トラディショナルラベンダー畑（2005年7月）

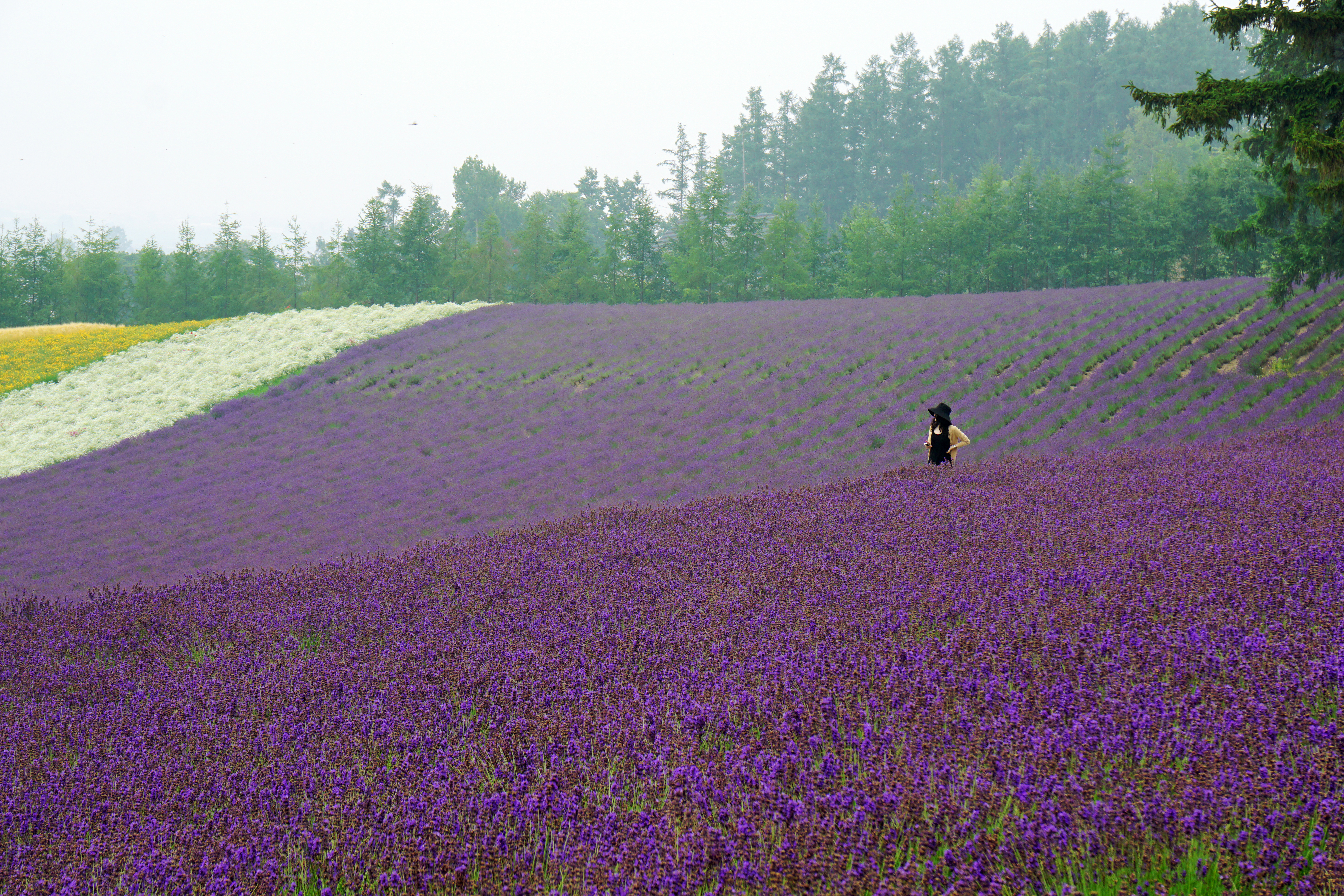
森の彩りの畑（2014年7月）

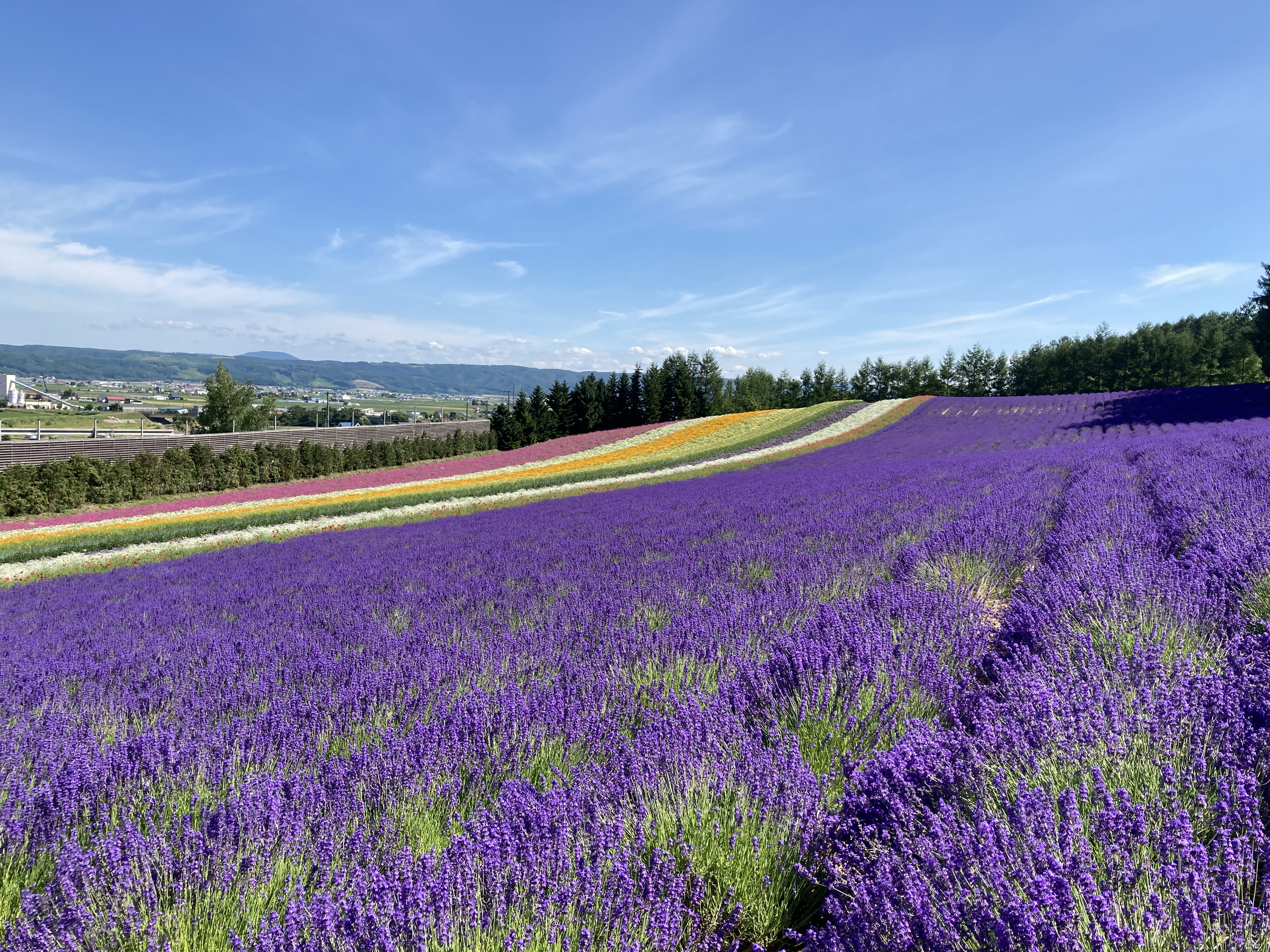
彩りの畑（2021年7月）

園内ではおよそ15ヘクタールのラベンダーが栽培されているほかにも多くの花が栽培されている。花畑はそれぞれ「花人の畑」、「倖の畑」、「春の彩りの畑」、「秋の彩りの畑」、「彩りの畑」、「森の彩りの畑」、「トラディショナルラベンダー畑」に分かれている。通常の開花時期として、4月中旬ごろよりクロッカス、5月よりスイセン・チューリップ、6月よりハマナスやシャクヤクなどが見られるようになり、ラベンダーが開花し始めるのは通例6月の下旬ごろが目安とされている。8月中旬ごろになると冬にかけてグリーンハウスの運営も始まり、ハウス内に栽培されているラベンダーやゼラニウムなど各種植物を見ることができる。
園内には各種施設も建てられている。花人の舎ではラベンダー資料館や香りの体験コーナーが設けられ、トイレも設けられている。また、ドライフラワーの舎ではドライフラワーを展示、建物内のデザインはオランダのフラワーデザイナーであるレン・オークメイドが手がけ、「富良野の森のピクニックin北海道」と題されている。その他、オリジナルグッズを取りそろえ、軽食を楽しむことのできるポプリの舎、展望デッキから園内の花を眺めることが可能な森の舎、ラベンダーからエッセンシャルオイルを蒸留する抽出工場の蒸留の舎、「香りのしおり」を作るコーナーを設けられているなど、香水を制作する場が見られる香水の舎、など各種施設を見学することが可能である。
ファーム独自の特徴として、カフェ内で注文できるメニューには稀にしか見られない珍しい品目も並び、北海道産の野菜カレーや富良野パンを使用したジンギスカンドッグなどがある。また、スイーツにはラベンダーのエキスが含まれているラベンダーソフトクリームやラベンダーラムネ、ラベンダー生シュークリームやラベンダーはちみつプリンといったものがあり、そのうちの幾つかは季節限定の商品である。
そのほか、定期的に園内で物産展などのイベントが開催されることもある。会費無料の「ファーム富田ファンクラブ」も存在し、ポイント制の割引サービスやファンクラブ誌の「Scent of Lavender」が発行されるなど、入会特典が用意されている。ファームの最寄り駅にはJR中富良野駅があるが、夏から秋にかけてはラベンダー畑駅が臨時駅として近くに設置される。
なお、施設に隣接している「とみたメロンハウス」はファーム富田とはまったく関係ない。

## アクセス
- JR北海道 ラベンダー畑駅（臨時駅）

夏から秋のシーズンのみ営業する臨時駅。徒歩約7分。
- 中富良野駅：徒歩約20分